# Galeria BB
Galeria BB to galeria powstała w roku 1997 z inicjatywy dziennikarki Anity Bialic i artystki Grażyny Brylewskiej. Działa od 2002 roku w kamienicy przy ul. Garbarskiej 24 w Krakowie, a od 8 grudnia 2004 roku także we Wrocławiu.
„Galeria BB” to galeria przedmiotu, a więc prezentująca sztukę użytkową. Właścicielki zorganizowały ją trochę z przekory wobec fascynacji krakowskiego środowiska grafiką i malarstwem. Zaprosiły do współpracy artystów tworzących obiekty ze szkła, papieru, gliny,  wikliny, metalu i z tkanin, w przewadze absolwentów wrocławskiej PWSSP i ASP. Z „Galerią BB” na stałe współpracuje 72 polskich artystów.
Galeria zorganizowała 59 wystaw. Współpracowała z innymi krakowskimi galeriami, m.in. z Centrum Japońskim Manggha, z Galerią ZPAP, z Galerią AB i z Galerią Olimpia; również z galeriami w Polsce i za granicą, m.in. z Międzynarodowym Triennale Tkaniny w Łodzi, Consumenart w Norymberdze. Wystawie „Papierowa sfera” z udziałem artystów zagranicznych patronowała UNESCO.
Przez kilka lat działalności „Galeria BB” nawiązała liczne kontakty z młodymi, nieznanymi jeszcze artystami. Kupuje ich prace, kontaktuje z innymi galeriami, pomaga w organizowaniu wystaw, dba o ich dostęp do mediów.